# Röntgenphantom
Ein Röntgenphantom ist ein Phantomkörper mit speziellen Strukturen, die bei der Transmission von Röntgenstrahlen auf einem Bildempfänger abgebildet werden. An medizinischen Röntgendiagnostikeinrichtungen werden solche Phantomkörper anstelle des Patienten zur Kontrolle der Bildqualität und zur Justierung der Röntgeneinrichtungen eingesetzt.

## Bauform und Strukturen
Im Gegensatz zu den sich verändernden Strukturen im Patienten enthält das Röntgenphantom konstant bleibende im Allg. optisch sichtbare Objektstrukturen, die mit ihrer Abbildung im Röntgenbild bei Durchleuchtung oder Aufnahme verglichen werden können. Über die Unterschiede zwischen abgebildeten und originalen Strukturen kann die Bildqualität kontrolliert und soweit erforderlich die Röntgeneinrichtung und das Bilderzeugungssystem neu justiert werden.
Das Röntgenphantom besteht im Allg. aus einem Grundkörper aus Acrylglas oder Aluminium, in den entweder nachgebildete Körperteile (Knochen und Organe) oder geometrisch regelmäßige Messstrukturen (im Allg. aus dünnen Blei- und Kupferschablonen) eingebaut sind. Diese Messstrukturen enthalten ähnlich wie ein TV-Testbild ein Gitternetz mit bestimmten Formatmarkierungen, Dichte-Stufen für unterschiedliche Grauwerte und feine Liniengitter. So können im Testbild Verzerrungen, Abbildungsmaßstab, optische Dichte (von Schwärzung und Kontrast) sowie die Auflösung feiner Bildstrukturen beurteilt werden.
Mit Hilfe eines Densitometers, eines Dosimeters und einem Längenmaßstab werden bei Bedarf exakte (nach DIN 6868 normgerechte) physikalische Messungen zu Bildqualität und Strahlenbelastung vorgenommen. Solche Messungen werden im Rahmen einer Abnahmeprüfung der Röntgeneinrichtung und einer regelmäßig wiederholten Konstanzprüfung zur Qualitätssicherung gemäß § 16 der Röntgenverordnung (RöV) vorgenommen.
In den gesetzlichen Vorschriften und den technischen Normen wird solches Röntgenphantom allgemein als Prüfkörper (im Englischen: test phantom) bezeichnet. Künstliche Teile des menschlichen Körpers werden in der Medizin im Allg. als „Phantom“ und in der Technik als „Dummy“, z. B.  Crashtest-Dummy bezeichnet. Der Begriff Röntgenphantom wird in Abgrenzung zu anderen in der medizinischen Physik bekannten Phantomarten wie Wasserphantom oder Armphantom verwendet.

## Geschichte
Für Fernsehbilder gab es von Anfang an (seit den 1930er Jahren) Testbilder zur Kontrolle der Bildqualität. Für die viel älteren medizinischen Röntgenbilder sind kompakte Prüfkörper erst nach 1980 entstanden – vorher diente oftmals der Patient selbst als Objekt zur Anfertigung von Testaufnahmen. Das Problem ist die andere Art der Bilderzeugung mit unsichtbarer Röntgenstrahlung. Das Testbild kann nicht einfach auf Papier gezeichnet werden, wie es zur Prüfung der Fernsehübertragung (bei reflektiertem Licht) gemacht wird. Zur Erzeugung eines Testbildes mit transmittierter Röntgenstrahlung muss ein geeignet strukturierter Körper gebaut werden, der die Röntgenstrahlung wie der Körperteil eines Patienten definiert schwächt und zusätzlich messbare Strukturen für die Bildgebung enthält.
Prototypen eines Prüfkörpers mit integrierten Strukturen sind von Bronder Anfang der 1980er Jahre im Institut Berlin der Physikalisch-Technischen Bundesanstalt entwickelt worden. Im Jahr 1982 wurde der erste kompakte Prüfkörper für Röntgendiagnostikeinrichtungen vorgestellt. Erstmals enthielt ein zum menschlichen Körper schwächungsäquivalenter Prüfkörper in kompakter Bauweise nebeneinander fest justiert alle für die Bildentstehung wichtigen Strukturen. Sein Grundkörper besteht aus Aluminium, das bei geringer Dicke die Strahlung im Mittel etwa im gleichen Maße schwächt wie der menschliche Körper. Der mit einem Griff versehene kompakte Prüfkörper kann an medizinischen Röntgendiagnostikeinrichtungen leicht gehandhabt werden, wobei die integrierten Abbildungsstrukturen fest zueinander justiert bleiben.
Kurz nacheinander entstanden mehrere ähnliche Prüfkörper, deren physikalische Eigenschaften und Strukturen mehr oder weniger voneinander abwichen.
Nachdem die Mess- und Prüfmöglichkeiten geschaffen und erprobt worden waren, sind 1987 gesetzliche Vorschriften für eine regelmäßige Kontrolle medizinischer Röntgendiagnostikeinrichtungen zur Sicherung der Bildqualität und zum Schutz des Patienten vor ionisierender Strahlung in die Röntgenverordnung aufgenommen worden. Dabei geht es um das Ziel einer möglichst guten Bildqualität bei möglichst geringer Strahlenbelastung des Patienten.
Heute gibt es diverse weitere Prüfkörper als Röntgenphantome für die unterschiedlichen speziellen Röntgendiagnostikeinrichtungen in der Zahnmedizin (Panoramaaufnahmen), der Mammografie oder mit digitaler Röntgenbildentstehung.